# Wereldkampioenschappen kunstschaatsen 1901
De Wereldkampioenschappen kunstschaatsen is een evenement dat georganiseerd wordt door de Internationale Schaatsunie.
Het zesde wereldkampioenschap kunstschaatsen werd op 10 en 11 februari 1901 in Stockholm, Zweden georganiseerd. Stockholm was hiermee de tweede stad die voor de tweede maal als gaststad optrad, Zweden het tweede land dat voor de tweede maal als gastland optrad.

## Deelname
Net als in 1900 zouden ook dit jaar maar twee mannen uit twee landen uitkomen op dit kampioenschap.
| Duitse Keizerrijk (1) Zweden (1) |

De Duitser Gilbert Fuchs nam voor de derde keer deel. Hij was de eerste wereldkampioen in 1896 en in 1898 was hij derde geworden.
De Zweed Ulrich Salchow nam voor de vierde keer deel, in 1897, 1899 en 1900 was hij als tweede geëindigd.

## Medaille verdeling
| Discipline | Goud           | Zilver        |
| ---------- | -------------- | ------------- |
| Mannen     | Ulrich Salchow | Gilbert Fuchs |

## Uitslagen
Van de zes juryleden (vier Zweden, een Oostenrijker en een Brit) plaatsen drie Salchow op plaats één en drie Fuchs op plaats één.
pc = plaatsingcijfer
| #      | naam (deelname)    | land                       | pc |
| ------ | ------------------ | -------------------------- | -- |
| Goud   | Ulrich Salchow (4) | Vlag van Zweden            | 9  |
| Zilver | Gilbert Fuchs (3)  | Vlag van Duitse Keizerrijk | 9  |

Medaillewinnaars

Mannen · 
Vrouwen ·
Paren · 
IJsdansen

 Toernooi

1896 · 
1897 · 
1898 · 
1899 · 
1900 · 
1901 · 
1902 · 
1903 · 
1904 · 
1905 · 
1906 · 
1907 · 
1908 · 
1909 · 
1910 · 
1911 · 
1912 · 
1913 · 
1914 · 
1915-1921 · 
1922 · 
1923 · 
1924 · 
1925 · 
1926 · 
1927 · 
1928 · 
1929 · 
1930 · 
1931 · 
1932 · 
1933 · 
1934 · 
1935 · 
1936 · 
1937 · 
1938 · 
1939 ·
1940-1946 · 
1947 · 
1948 · 
1949 · 
1950 · 
1951 · 
1952 · 
1953 · 
1954 · 
1955 · 
1956 · 
1957 · 
1958 · 
1959 · 
1960 · 
1961 · 
1962 · 
1963 · 
1964 · 
1965 · 
1966 · 
1967 · 
1968 · 
1969 · 
1970 · 
1971 · 
1972 · 
1973 · 
1974 · 
1975 · 
1976 · 
1977 · 
1978 · 
1979 · 
1980 · 
1981 · 
1982 · 
1983 · 
1984 · 
1985 · 
1986 · 
1987 · 
1988 · 
1989 · 
1990 · 
1991 · 
1992 · 
1993 · 
1994 · 
1995 ·
1996 · 
1997 · 
1998 · 
1999 · 
2000 · 
2001 · 
2002 · 
2003 · 
2004 · 
2005 · 
2006 ·
2007 ·
2008 ·
2009 ·
2010 ·
2011 ·
2012 ·
2013 ·
2014 ·
2015 ·
2016 ·
2017 ·
2018 ·
2019 · 
2020 · 
2021 ·
2022 ·
2023 ·
2024

 ISU-kampioenschappen

WK kunstschaatsen junioren ·
EK kunstschaatsen ·
Viercontinentenkampioenschap ·
Olympische Spelen